# Boris Popow
Boris Wieniaminowicz Popow (ros. Борис Вениаминович Попов, ur. 10 października?/23 października 1909 we wsi Bykowo w guberni astrachańskiej, zm. 19 października 1993 w Moskwie) – radziecki polityk, członek KC KPZR (1976-1986).

## Życiorys
Początkowo uczeń ślusarza i roznosiciel gazet w Astrachaniu, od 1931 członek WKP(b), 1932-1943 członek organów politycznych transportu kolejowego. Od 1943 zastępca pełnomocnika Komisji Kontroli Partyjnej przy KC WKP(b) w obwodzie riazańskim, 1950-1957 II sekretarz Komitetu Obwodowego Komunistycznej Partii Uzbekistanu w Taszkencie, 1958-1961 pracował w aparacie KC KPZR. Od 30 września 1961 do 13 kwietnia 1967 II sekretarz KC Komunistycznej Partii Litwy, równocześnie członek Prezydium KC KPL. Od 31 października 1961 do 30 marca 1971 członek Centralnej Komisji Rewizyjnej KPZR, od 24 marca 1967 do 21 listopada 1983 I sekretarz Komitetu Obwodowego KPZR w Archangielsku. Od 9 kwietnia 1971 do 24 lutego 1976 zastępca członka, a od 5 marca 1976 do 25 lutego 1986 członek KC KPZR. Od listopada 1983 na emeryturze. Deputowany do Rady Najwyższej ZSRR od 6 do 10 kadencji (1962-1984), do Rady Najwyższej Uzbeckiej SRR (1951-1959) i do Rady Najwyższej Litewskiej SRR (1963-1967). Honorowy obywatel Siewierodwińska (26 lipca 1978) i Archangielska (1999, pośmiertnie).

## Odznaczenia
- Order Lenina (dwukrotnie)
- Order Rewolucji Październikowej
- Order Czerwonego Sztandaru Pracy (dwukrotnie)
- Order Czerwonej Gwiazdy
- Order „Znak Honoru”